# Квокка
Квокка, или Короткохвостый кенгуру (лат. Setonix brachyurus), — единственный представитель рода Setonix семейства кенгуровых.

## Общая характеристика
Квокка внешне напоминает кенгуру или валлаби, но имеет короткий, даже относительно размеров тела, хвост, который не способен выполнять роль опоры. Размером квокка с большую домашнюю кошку или среднюю собаку. Длина тела — около полуметра, хвост — около 30 см. Масса — от 2,5 до 5 кг. Квокка травоядна и ведёт преимущественно ночной образ жизни.
Квокка беззащитна перед хищниками, поэтому сохранилась на небольших островах Болд, Пингвин и нескольких изолированных континентальных участках в районе Албани (Западная Австралия), где отсутствуют лисы и кошки. Самая крупная популяция насчитывается на острове Роттнест. Квокка предпочитает сухие травянистые районы, густо поросшие кустарником, но при засухе часто встречается в болотистых местах.
Квокки очень любопытны и не боятся человека, часто подпускают его вплотную. Характерной чертой является «улыбка» на морде, которая появляется при расслаблении челюстных мышц, когда зверёк перестаёт жевать.

## Размножение
После спаривания рождается один детёныш, но в случае его гибели развивается другой эмбрион без повторного спаривания. Запасной эмбрион «дремлет» в организме матери, и, если сидящий в сумке детеныш благополучно развивается, «дублёр» рождается в свой срок — после того, как предыдущий освободит сумку. Продолжительность жизни в природе — 10 лет.

## Красная книга
Квокка относится к уязвимым видам. Расширение сельскохозяйственных угодий привело к уменьшению естественной среды обитания и, как следствие, к сокращению численности данного вида. Разведение кошек и собак, а также осушение болот усугубляют эту проблему.

## Галерея

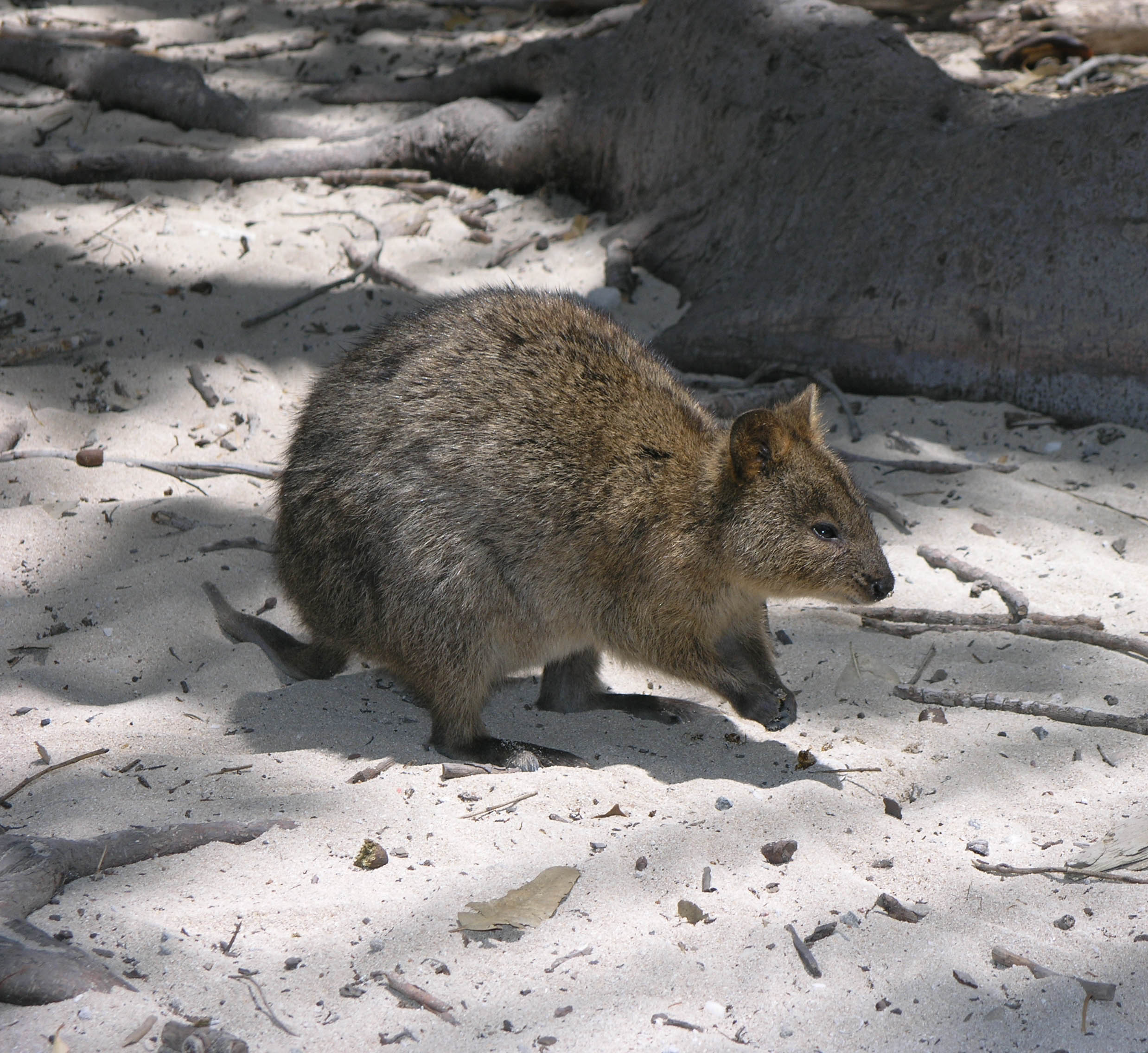
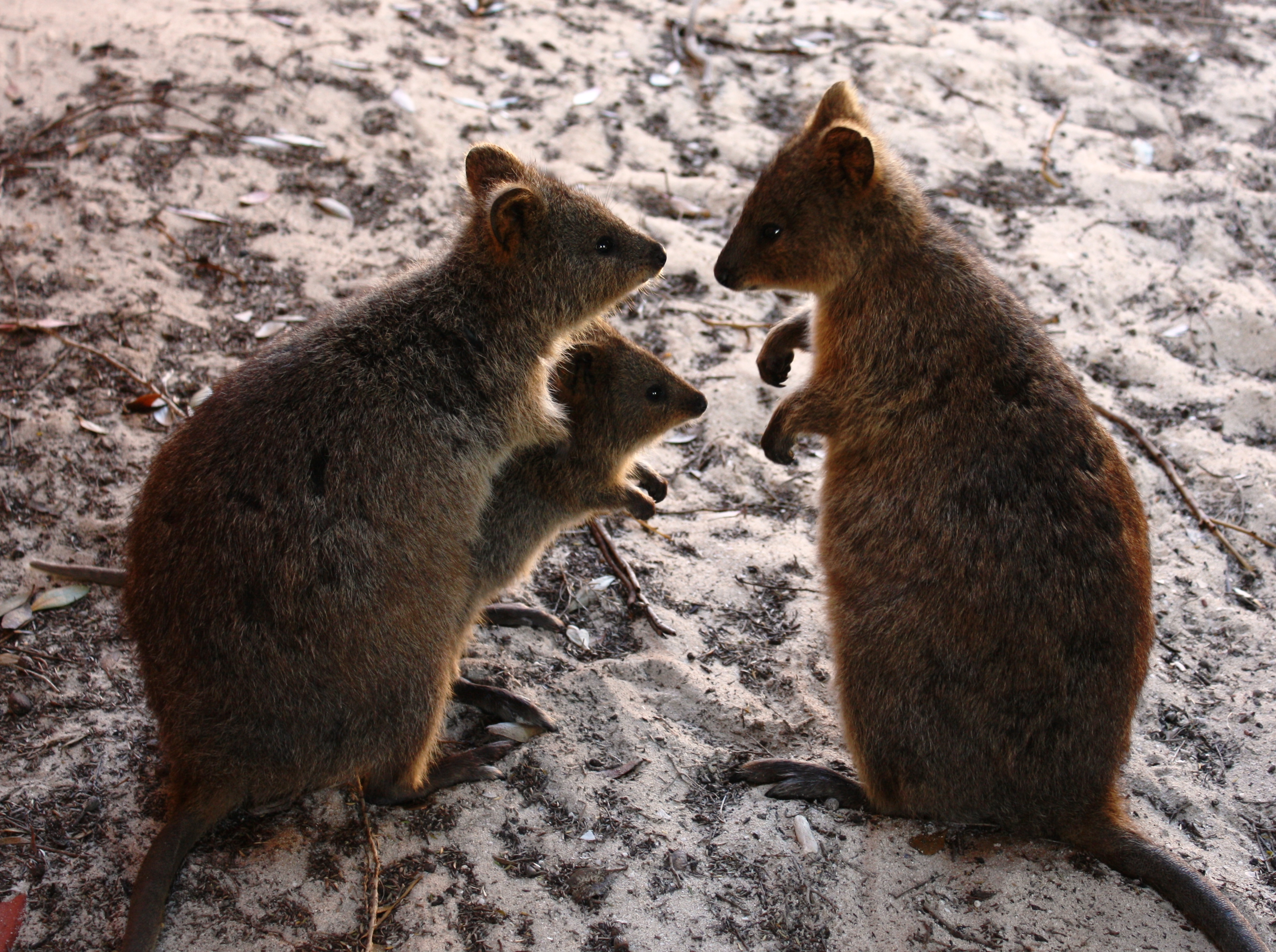
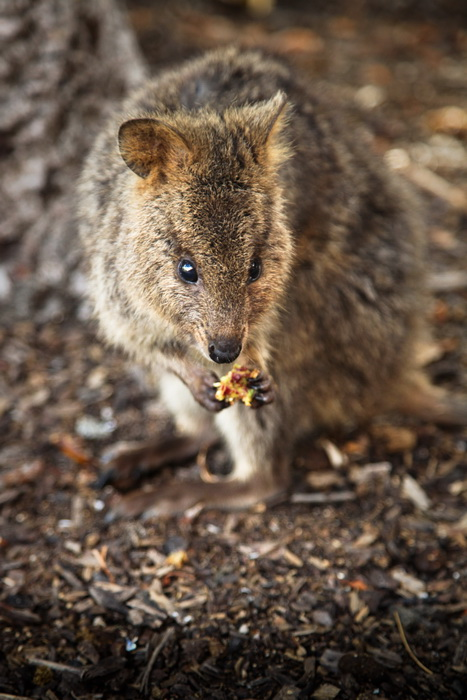
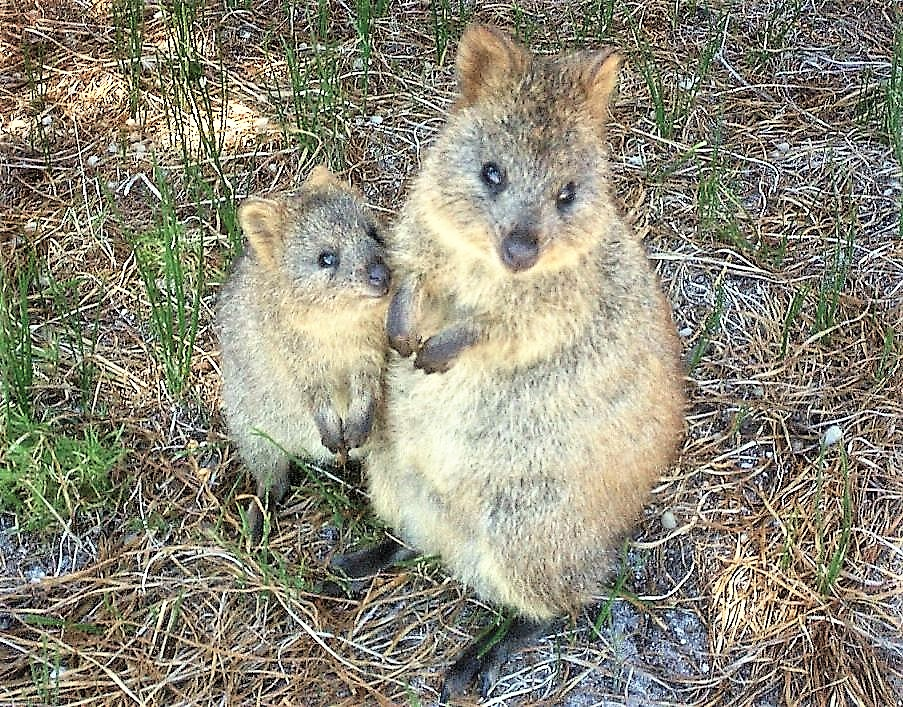
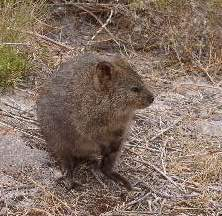